# Châteauneuf-de-Galaure
Châteauneuf-de-Galaure – miejscowość i gmina we Francji, w regionie Owernia-Rodan-Alpy, w departamencie Drôme.
Według danych na rok 1990 gminę zamieszkiwało 1246 osób, a gęstość zaludnienia wynosiła 69 osób/km² (wśród 2880 gmin regionu Rodan-Alpy Châteauneuf-de-Galaure plasuje się na 665. miejscu pod względem liczby ludności, natomiast pod względem powierzchni na miejscu 596.).
W tejże miejscowości mieszkała przez całe życie wybitna mistyczka chrześcijańska Marta Robin.

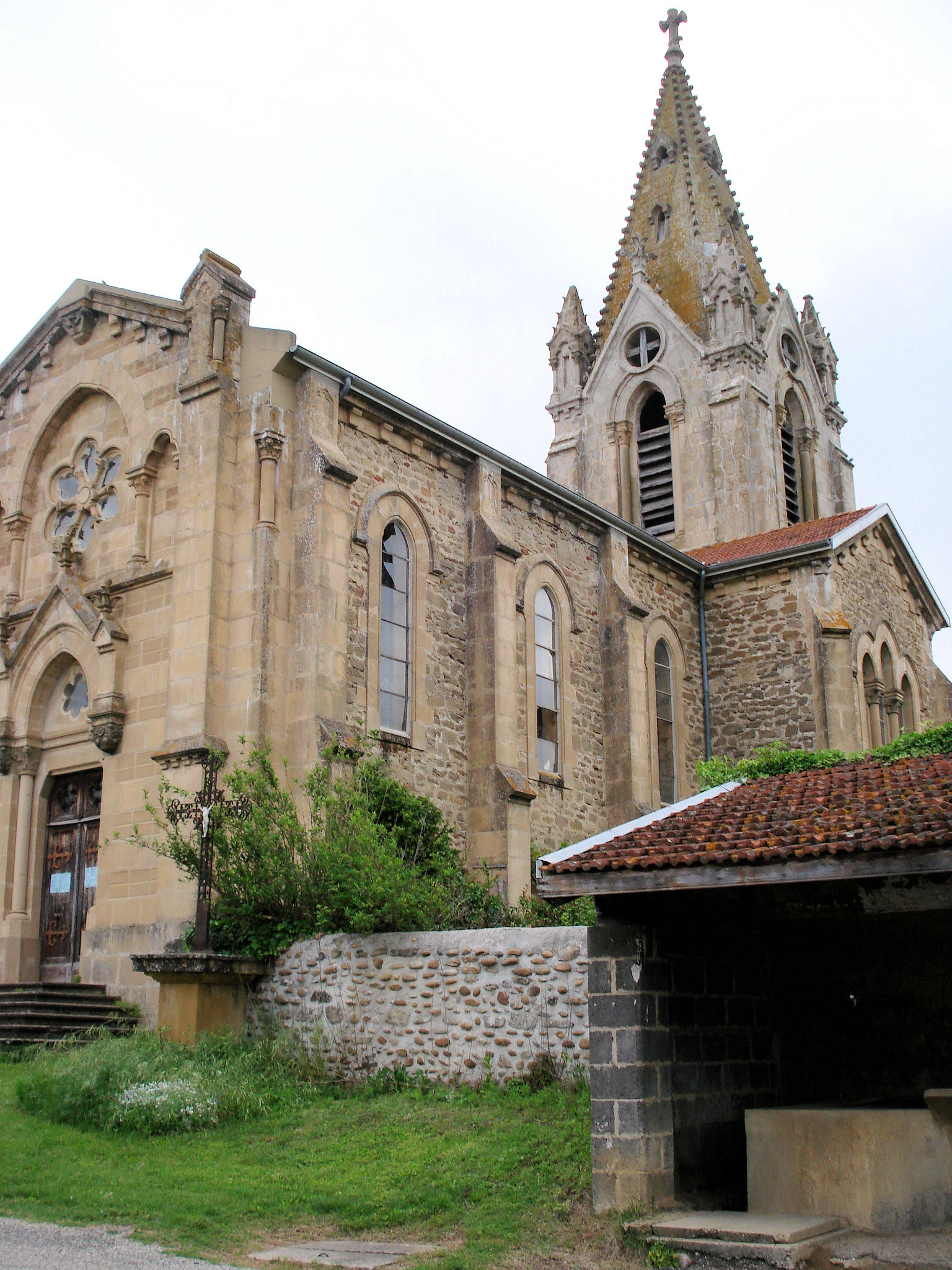
Kościół św. Boneta w Châteauneuf-de-Galaure, 2008

## Populacja

Populacja Châteauneuf-de-Galaure w latach 1962–2008